# El hoyo 2
El hoyo 2 (bra: O Poço 2; prt: A Plataforma 2) é um filme espanhol de 2024, dos gêneros terror e ficção científica, dirigido por Galder Gaztelu-Urrutia. O filme é uma prequela de El hoyo (2019) e é estrelado por Milena Smit e Hovik Keuchkerian. Foi lançado em 4 de outubro de 2024.

## Elenco
- Milena Smit como Perempuan[6]
- Hovik Keuchkerian como Zamiatin[6]
- Natalia Tena como Perempuan's Second Roommate[5]
- Óscar Jaenada como Dagin Babi[7]
- Iván Massagué como Goreng
- Zorion Eguileor como Trimagasi
- Antonia San Juan como Imoguiri

## Lançamento
O filme teve uma pré-estreia no Festival Internacional de Cinema de San Sebastián. Foi lançado na Netflix em 4 de outubro de 2024.

## Recepção

### Crítica
No site agregador de críticas Rotten Tomatoes, 44% das 16 resenhas dos críticos são positivas, com uma classificação média de 5,7/10. O Metacritic, que usa uma média ponderada, atribuiu ao filme uma pontuação de 45 em 100, baseado em 7 críticos, indicando críticas "mistas ou médias".